# Azorfladdermus
Azorfladdermus (Nyctalus azoreum) är en däggdjursart som först beskrevs av Thomas 1901.  Nyctalus azoreum ingår i släktet Nyctalus och familjen läderlappar. Inga underarter finns listade i Catalogue of Life.

## Utbredning
Arten förekommer på Azorerna (Portugal). Den lever i nästan alla habitat som finns på öarna och vilar i trädens håligheter, i byggnader och i bergssprickor. Individerna jagar på natten olika insekter, ofta nära gatubelysningen. Flera exemplar är även på dagen aktiva.

## Utseende
Denna fladdermus är med en vikt av 6 till 15 g och med 35 till 42 mm långa underarmar en av de mindre medlemmarna i släktet Nyctalus. Den liknar Leislers fladdermus (Nyctalus leisleri) i utseende men har en mörkare brunaktig päls. Huvudet och öronen är nästan svarta.

## Ekologi
Azorfladdermusen jagar insekter med hjälp av ekolokalisering. Frekvensen som används avviker från den frekvens som brukas av Leislers fladdermus. Individerna är främst aktiva under natten men i motsats till de flesta andra fladdermöss syns de ofta på dagen. Honor bildar före ungarnas födelse egna kolonier som är skilda från hannarna. Honan är 70 till 75 dagar dräktig. Antagligen föds liksom hos andra fladdermöss av samma släkte en eller sällan två ungar per kull.

## Hot
Beståndet hotas av störningar vid viloplatsen, av landskapsförändringar och av bekämpningsmedel som används mot insekter. Hela populationen uppskattas med 2000 till 5000 vuxna exemplar och den minskar. IUCN kategoriserar arten globalt som sårbar (VU).